# Svitle, Starobilsk
Svitle (în ucraineană Світле) este localitatea de reședință a comunei Svitle din raionul Starobilsk, regiunea Luhansk, Ucraina.

## Demografie
Componența lingvistică a localității Svitle
     Ucraineană (86,33%)
     Rusă (13,04%)
     Alte limbi (0,16%)
Conform recensământului din 2001, majoritatea populației localității Svitle era vorbitoare de ucraineană (86,33%), existând în minoritate și vorbitori de rusă (13,04%).